# Экзоспоры
Экзоспо́ры — специфические покоящиеся формы бактериальных клеток, которые являются продуктами дифференцировки индивидуальной дочерней клетки, образовавшейся при делении материнской клетки. Экзоспоры можно рассматривать как частный случай покоящихся форм — цист, однако далеко не у всех бактерий цисты называют экзоспорами.

## У стрептомицетов

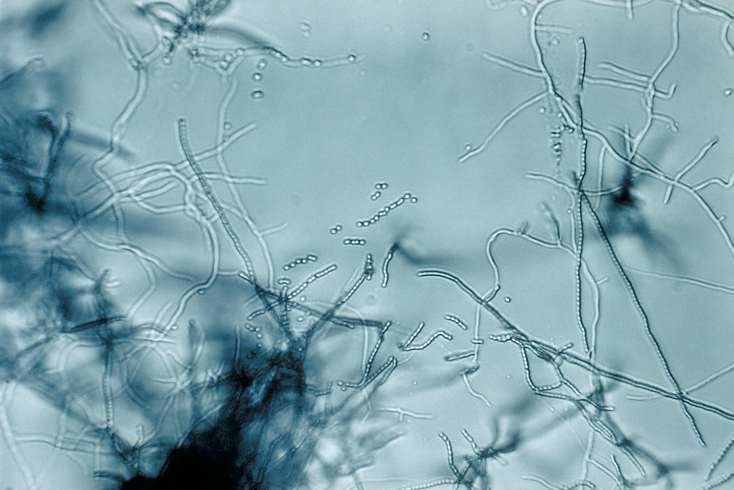
Культура Streptomyces sp.

Классическим примером экзоспор являются покоящиеся формы бактерий рода Streptomyces, которые относятся к актиномицетам — гетерогенной группе грамположительных бактерий. Бактерии Streptomyces растут в виде ветвящегося мицелия и способны к дифференцировке с образованием многоклеточной структуры. В благоприятных условиях бактерии существуют в виде вегетативного мицелия, а при неблагоприятных образуется воздушный мицелий. Рост воздушного мицелия завершается образованием цепочек экзоспор, которые приобретают серую пигментацию и отделяются. Зрелые экзоспоры имеют рельефную гидрофобную поверхность, толстую клеточную стенку и по размерам сходны с эндоспорами. Шипики или волоски на поверхности экзоспоры необходимы для закрепления её на организме-переносчике. В качестве запасного субстрата экзоспоры стрептомицетов накапливают полиглюкозиды, а трегалоза выступает в роли осмопротектора. Экзоспоры характеризуются низким уровнем метаболизма, лучше вегетативных клеток выдерживают обезвоживание и высокие температуры. 
При инициации образования воздушного спороносящего мицелия в его клетках резко понижается уровень ГТФ. Образование воздушного мицелия и спор можно индуцировать ингибитором ГТФ-синтазы декоинином. С поверхностью воздушного мицелия и спор у Streptomyces coelicolor связаны белки Sap, один из которых, SapB, действует как внеклеточный индуктор формирования воздушного мицелия. Для образования воздушного мицелия и спор необходимы гены bld, а также гены whi, мутанты по которым формируют воздушный мицелий, но не имеют характерных для дикого типа серой окраски спор. Один из продуктов этих генов, WhiG, представляет собой сигма-фактор, сходный с сигма-фактором σH Bacillus subtilis, который необходим для инициации спорообразования. Гены, входящие в состав локуса whiE, ответственны за приобретение зрелыми экзоспорами серой окраски.

## У пурпурных бактерий
Цисты пурпурных бактерий предложил называть экзоспорами советский микробиолог В. М. Горленко, который их и описал. Пурпурная почкующаяся стебельковая бактерия Rhodomicrobium vannielii реализует жизненные циклы трёх типов: диморфный с вегетативной немицелиальной стадией, диморфный с мицелиальной стадией, триморфный. Именно в последнем случае на концах вегетативных гиф последовательно отпочковываются до четырёх треугольных светопреломляющих экзоспор. Они окружены капсулой, которая некоторое время удерживает их вблизи материнской гифы. У R. vanniellii экзоспоры окружены чехлом и содержат меньше хроматофоров, чем обычные клетки. Экзоспоры пурпурных бактерий устойчивы к разнообразным неблагоприятным воздействиям, например, повышенной температуре и высушиванию.